# Alis Babs
Alis Babs (rođena Hildur Alis Nilson; 26. januar 1924. — 11. februar 2014) bila je švedska pevačica i glumica. Internacionalno je bila poznata kao džez pevačica, mada se bavila i raznim drugim žanrovima.
Rođena je u Vesterviku, 26. januara 1924. godine. Nakon što je započela karijeru u filmu "Swing it magistern", pojavila se u više od desetak filmova na švedskom jeziku. Godine 1958. bila je prva umetnica koja je predstavljala Švedsku na Evroviziji, završivši na 4. mestu sa pesmom "Lilla stjärna" ("Mala zvezda"). Iste godine formirala je Swe-Danes sa gitaristom Ulrikom Njumanom i violinistom Svendom Asmusenom. Grupa će kasnije obići Sjedinjene Države, pre nego što se raspasti 1965. godine. Godine 2002. dobila je Django d'Or kao Master of Jazz.
Godine 1943. Babs se udala za Nilsa Ivara Sjobloma (1919——2011). Imali su troje dece Lilebu Sjoblom Lagerback, Larsa-Ivara Sjöbloma, i Titi Sjoblom, koja je postala pevačica. U periodu od 1973. do 2004. godine Babs i njen muž su boravili u Kosta del Solu (u Španiji), dok su još uvijek radili u Švedskoj. U kasnijim godinama, vratili su se u Švedsku.
Babs je umrla od Alchajmerove bolesti u 90 godini, 11. februara 2014. u Stokholmu.